# レイシー・シャベール
レイシー・シャベール（Lacey Nicole Chabert、1982年9月30日 - ）は、アメリカ合衆国・ミシシッピ州パービス出身の女優。

## 人物
映画『ミーン・ガールズ』のメインキャスト、グレッチェン役など多数の出演作があるほか、2006年のゲーム『ソニック・ザ・ヘッジホッグ』英語版では皇女エリスの声優を務めた。
2013年に結婚、2016年に娘が誕生。
2019年、ホールマークのムーヴィー&ミステリー・チャンネルで展開されている『クロスワード・ミステリー』シリーズに主演。2022年になって多くの俳優がホールマークからグレート・アメリカン・ファミリーへ移籍したが、レイシーはホールマークへの残留を表明したため、ネットワークでより大きな割合を占める契約を新たに結び、その中には彼女が自分の映画をプロデュースする権利も含まれる。
2023年には『ミーン・ガールズ』をテーマにしたウォルマートのCMにその他メインキャストともに出演。
2024年5月13日、バラエティはレイシーがNetflixの新たなホリデー映画『ホット・フロスティ』に主演することを報じた。レイシーは作品の中で未亡人を演じる。

## 主な出演作品
- ジプシー（Gypsy） 1993年
- サンフランシスコの空の下（Party of Five） 1994年〜2000年
- アナスタシア（Anastasia） 声の出演、1997年
- ライオン・キング2 シンバズ・プライド（The Lion King II: Simba's Pride） 声の出演、1998年
- ロスト・イン・スペース（Lost in Space） 1998年
- あるあるティーン・ムービー（Not Another Teen Movie） 2001年
- ワイルド・ソーンベリーズ ムービー（The Wild Thornberrys Movie） 声の出演、2002年
- ラグラッツのGOGOアドベンチャー（Rugrats Go Wild） 声の出演、2003年
- チャーリーと14人のキッズ（Daddy Day Care） 2003年
- ミーン・ガールズ（Mean Girls） 2004年
- ファトゥワ（Fatwa） 2006年
- ファイナルデッドコール 暗闇にベルが鳴る（Black Christmas） 2006年
- ゴースト・オブ・ガールフレンズ・パスト（Ghosts of Girlfriends Past） 2009年
- クリスマスの願い事 2016年 サラ